# Campeonato Sergipano de Futebol de 2013 - Série A2
O Campeonato Sergipano da Série A2 de 2013 será a 23ª edição do torneio e corresponde à segunda divisão do futebol do estado de Sergipe em 2013. As inscrições poderão ser realizadas até o dia  de 16 de junho.
Segundo a mídia desportiva local e em continuidade desde  2011, o evento deve ser um dos mais competitivos dos últimos tempos. Como resposta ao planejamento compactuado com o projeto de angariamento do futebol local, sua organização e reconhecimento estão em ascensão não só cenário regional como também ganhando visibilidade nacional.

## Previsões do Campeonato
Depois da competição tomar as maiores proporções da sua história nos anos de 2011 e 2012, a segunda divisão estadual tem prometido ser ainda mais competitiva em 2013. Isso porque contará com a participação de alguns dos clubes mais tradicionais da elite estadual, dentre os quais destacam-se os históricos Maruinense e a volta do Coritiba-SE. Por meio de planejamento antecipado, eles prometem vir com a proposta de buscar o acesso ao Sergipão de 2014. A briga promete ser acirrada também com as do Amadense e Canindé.
Com as novas medidas tomada pela Federação Sergipana de Futebol de profissionalizar cada vez mais o Futebol de Sergipe, muitos clubes tradicionais do estado desistiram de participar deste certame devido a falta de refletores  e condições dos seus estádios de futebol, clube esses como: Cotinguiba clube mais antigo do estado e com problemas financeiros, Boquinhense, Dorense, Laranjeiras, Força Jovem Aquidabã e Propriá. Caso essa medida não fosse tomada a competição contaria com nove clubes. Esta edição será disputada por quatro equipes. Desde de sua fundação em 1985 a competição terá o menor número de participantes da sua história.

## Formato

### Primeira Fase
Esta será a única fase da competição e as equipes irão jogar em partidas de idas e voltas os dois primeiros do campeonato decidem o título em duas partidas. O campeão e vice e garantem o acesso da Série A1 de 2014.

### Critério de desempate
Os critério de desempate serão aplicados na seguinte ordem:
1. Maior número de vitórias
2. Maior saldo de gols
3. Maior número de gols pró (marcados)
4. Maior número de gols contra (sofridos)
5. Confronto direto
6. Sorteio

## Equipes participantes
| Equipe                                      | Cidade                   | Em 2012        | Estádio   | Capacidade | Títulos            |
| ------------------------------------------- | ------------------------ | -------------- | --------- | ---------- | ------------------ |
| Amadense Esporte Clube                      | Tobias Barreto           | não participou | Brejeirão | 3.000      | 0 (não possui)     |
| Clube Desportio de Canindé do São Francisco | Canindé de São Francisco | 5º (Série A2)  | Andrezão  | 2.200      | 0 (não possui)     |
| Coritiba Foot Ball Clube                    | Itabaiana                | não participou | Tremendão | 11.244     | 1 (último em 1999) |
| Centro Sportivo Maruinense                  | Maruim                   | 9º (Série A2)  | Vavazão   | 10.235     | 1 (em 2003)        |

## Desempenho por rodada
- Clubes que lideraram o campeonato ao final de cada rodada:

| 1   | 2   | 3   | 4   | 5   | 6   |
| CAN | AMA | AMA | AMA | AMA | AMA |
| CAN | AMA | COR | AMA | AMA | AMA |

- Clubes que ficaram na última posição do campeonato ao final de cada rodada:

| 1   | 2 | 3 | 4 | 5 | 6 |
| MAR |   |   |   |   |   |

### Final
Jogo de ida
| 27 de outubro | Coritiba-SE | 2 – 2 | Amadense | Estádio Presidente Emílio Garrastazu Médici, Itabaiana |
| 17:00(UTC−3)  |             |       |          |                                                        |

Jogo de volta
| 03 de novembro | Amadense | 2 – 3 | Coritiba-SE | Brejeirão, Tobias Barreto |
| 17:00(UTC−3)   |          |       |             |                           |

## Artilharia
| Gols | Jogador     | Time               |
| ---- | ----------- | ------------------ |
| 2    | Curel       | Canindé            |
| 1    | Marcel Jean | Maruinense Canindé |

## Maiores públicos
| Nº | Público[i] | Mandante   | Placar | Visitante   | Estádio   | Data           | Rodada    |
| -- | ---------- | ---------- | ------ | ----------- | --------- | -------------- | --------- |
| 1  | 416        | Canindé    | 3 x 1  | Maruinense  | Andrezão  | 15 de setembro | 1ª Rodada |
| 2  | 141        | Amadense   | 0 x 0  | Coritiba-SE | Brejeirão | 15 de setembro | 1ª Rodada |
| 3  | 68         | Maruinense | 0 x 3  | Amadense    | Vavazão   | 22 de setembro | 2ª Rodada |

## Premiação
| Campeonato Sergipano Série A2 de 2013 |
| Itabaiana                             |
| ------------------------------------- |
| Coritiba Campeão (2° título)          |

| Vice Campeão:  | Terceiro colocado: | Quarto colocado:  | Artilheiro:     |
| -------------- | ------------------ | ----------------- | --------------- |
| Amadense       | Canindé            | Maruinense        |                 |
| Público total: | Renda total:       | Média de público: | Média de renda: |
| 725            | R$ 3.490,00        | 241               | R$ 1.163,33     |